# Oligonicella tessellata
Oligonicella tessellata es una especie de mantis de la familia Thespidae.

## Distribución geográfica
Se encuentra en México.